# Estación de Hontanares de Eresma
Hontanares de Eresma fue una estación de ferrocarril situada en el municipio español de Hontanares de Eresma, en la provincia de Segovia, en la comunidad autónoma de Castilla y León. Las instalaciones, que formaban parte de la línea Segovia-Medina del Campo, estuvieron en servicio entre 1884 y 1993.

## Situación ferroviaria
Las instalaciones estaban situadas en el punto kilométrico 13,215 de la línea férrea de ancho ibérico Segovia-Medina del Campo, a 876 metros de altitud.

## Historia
La estación fue puesta en funcionamiento el 1 de junio de 1888 con la apertura al tráfico de la línea Segovia-Medina del Campo, que había sido construida por la Compañía de los Caminos de Hierro del Norte de España por motivos estratégicos y como ruta alternativa a la línea Madrid-Hendaya. En 1941, con la nacionalización de la red ferroviaria de ancho ibérico, la empresa estatal RENFE pasó a ser el titular de las instalaciones. El eje ferroviario Medina-Segovia vivió sus años de apogeo entre las décadas de 1940 y 1960, experimentando un intenso tráfico tanto de pasajeros como de mercancías. En esa época Hontanares de Eresma constituía una de las principales paradas del trazado y tenía una gran actividad. 
La línea fue clausurada al tráfico en 1993 debido a la falta de rentabilidad económica.